# Oliver Lowin
Oliver Lowin (* 16. Mai 1974 in Recklinghausen) ist ein deutscher Politiker (SPD). Er war von 2007 bis 2008 Mitglied des Niedersächsischen Landtags.

## Ausbildung und Beruf
Nach dem Abitur am Willy-Brandt-Gymnasium in Oer-Erkenschwick und anschließendem Zivildienst studierte Lowin Rechtswissenschaften mit wirtschaftswissenschaftlichem Schwerpunkt an der Universität Osnabrück. Das Zweite Staatsexamen legte er im Jahr 2002 ab. Nach einer Berufstätigkeit bei einem kommunalen Energieversorger wechselte Lowin als Lektor und Produktmanager zur LexisNexis Deutschland GmbH.

## Politik
Seit 1992 ist Lowin Mitglied der SPD. Er war Mitglied im Bezirksvorstand der SPD Weser-Ems und stellvertretender Vorsitzender der SPD Osnabrück. In den Jahren 2001 bis 2006 war er Mitglied des Rates der Stadt Osnabrück. Aus beruflichen Gründen kandidierte er im Jahr 2006 nicht mehr für das politische Ehrenamt, rückte aber im Juni 2007 für den Bentheimer Abgeordneten Dieter Steinecke in den Landtag nach, dem er bis zur Landtagswahl im Februar 2008 angehörte.